# PFC Beroe Stara Zagora
El Profesionalen Futbolen Klub Beroe Stara Zagora (en búlgaro: ПФК Берое Стара Загора; en español: Club de Fútbol Profesional Beroe de Stara Zagora) o simplemente Beroe (en búlgaro: Берое) es un club de fútbol de Bulgaria, de la ciudad de Stara Zagora. Fue fundado en 1916 y juega en la Primera Liga de Bulgaria. Beroe fue el nombre primitivo que los tracios dieron a la ciudad de Stara Zagora.

## Historia
El Beroe fue campeón de la Liga Profesional de Bulgaria en 1986, que es el único título a nivel nacional que tiene hasta el momento. El equipo de Stara Zagora ha sido cuatro veces campeón de la Copa de los Balcanes. Es uno de los dos equipos búlgaros que tiene balance positivo en sus participaciones en las competiciones europeas. Algunas de sus victorias memorables son 1:0 contra la Juventus FC en octavos de final de la Recopa de Europa en 1979 y la victoria por 3:0 contra el Athletic Club en 1973 también en octavos de final de la misma competición. En 2010 Beroe conquistó su primera Copa de Bulgaria.

## Uniforme
- Uniforme titular: Camiseta verde, pantalón blanco, medias verdes.
- Uniforme alternativo: Camiseta blanca, pantalón verde, medias blancas.
- Tercer uniforme: Camiseta negra, pantalón negro, medias negras.

## Estadio

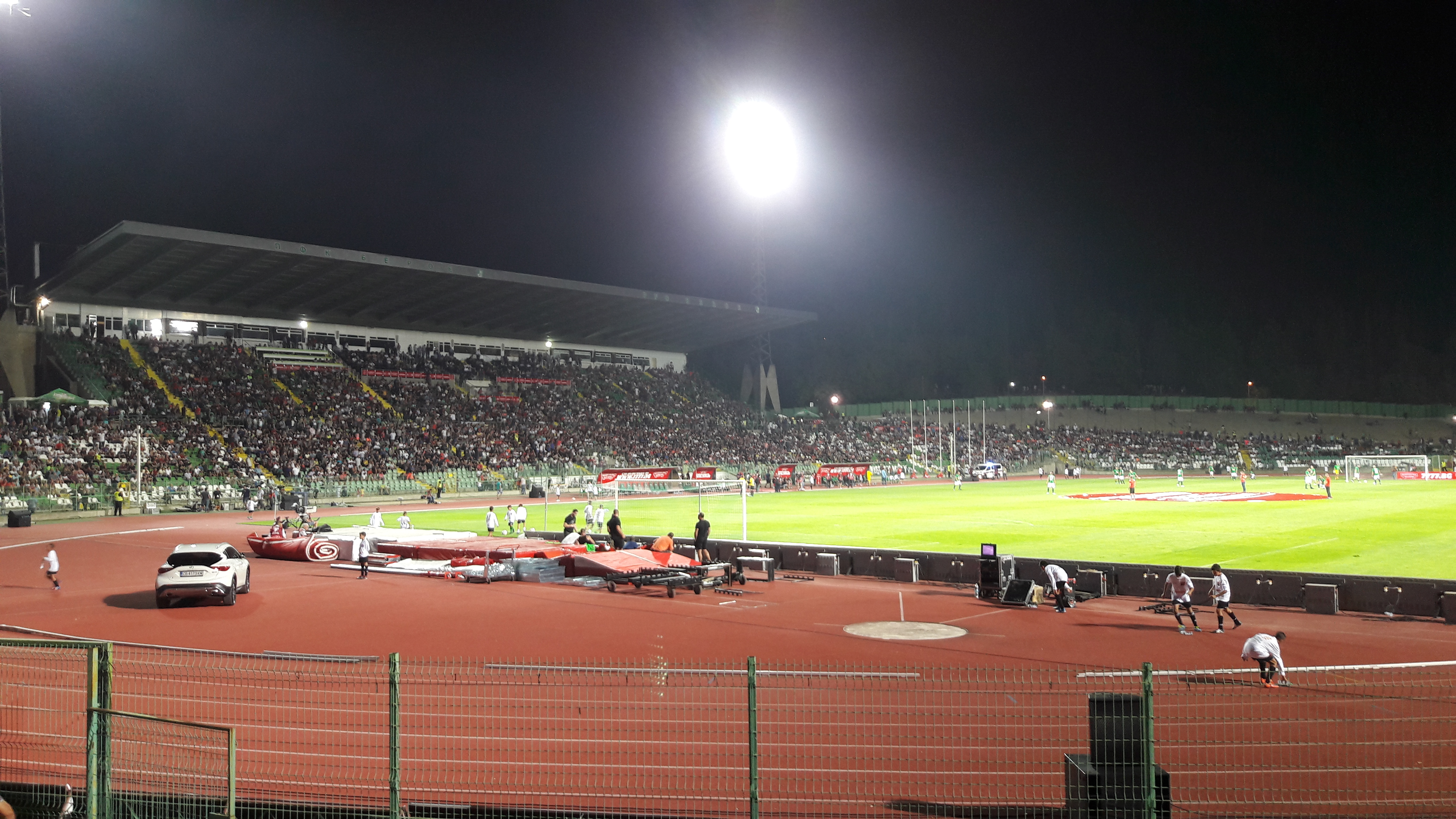

El Beroe Stara Zagora juega sus partidos como local en el Estadio Beroe con capacidad de 22.400 personas.

## Jugadores

### Jugadores destacados
| - Vasil Dragolov - Ivko Ganchev - Tenyo Minchev - Stoycho Mladenov - Petko Petkov - Evgeni Yanchovski - Petar Zhekov | - Daniel Bekono - Vanja Džaferović - Isaac Kuoki - Alberto Louzeiro |

## Entrenadores
| - Panayot Tanev (1953) - Borislav Asparuhov (1954) - Panayot Tanev (1957–59) - Ivan Radoev (1959–64) - Anastas Kovachev (1964–65) - Manol Manolov (1965–66) - Krum Milev (1966–68) - Hristo Mladenov (1968–72) - Lozan Kotsev (1972–73) - Ivan Tanev (1973–74) - Georgi Berkov (1975–76) - Hristo Panchev (1976–77) | - Ivan Tanev (1977–81) - Vasil Ivanov (1981) - Ivan Vutov (1981) - Georgi Belchev (1982–83) - Petko Petkov (1983–85) - Evgeni Yanchovski (1985–87) - Petko Petkov (1987–89) - Dragoljub Bekvalac (1999–00) - Iliya Iliev (1999–00) - Venelin Sivriev (1999–00) - Cristi Kepov (1999–00) - Venelin Sivriev (2002–03) | - Asparuh Nikodimov (2003–04) - Ivan Vutov (2004–05) - Hans Kodrić (2005) - Petko Petkov (2005–06) - Ilian Iliev (2006–07) - Eduard Eranosyan (2007) - Radoslav Zdravkov (2007) - Nikolay Demirev (2007) - Ilian Iliev (2008–2012) - Ivko Ganchev (2012) - Petar Houbchev (2012–) |

## Clubes afiliados
- Blackburn Rovers F.C. (2013–presente)[1]
- S.C. Olhanense (2013–presente)[1]

## Resultados Históricos
- Beroe 1–0 Juventus FC, 1979 Cup Winners' Cup
- Beroe 7–0 Austria Wien, 1972 UEFA Cup
- Beroe 3–0 Athletic Club, 1973 Cup Winners' Cup
- Beroe 2–1 Fenerbahçe S.K., 1980 UEFA Cup
- Beroe 3–0 Honvéd FC, 1972 UEFA Cup

## Récords Individuales
| #  | Nombre            | Apariciones |
| -- | ----------------- | ----------- |
| 1  | Evgeni Yanchovski | 341         |
| 2  | Tenyo Minchev     | 308         |
| 3  | Hristo Todorov    | 280         |
| 4  | Todor Krastev     | 263         |
| 5  | Petko Petkov      | 259         |
| 6  | Kancho Kasherov   | 253         |
| 7  | Venelin Sivriev   | 245         |
| 8  | Jordan Mitev      | 238         |
| 9  | Boris Kirov       | 227         |
| 10 | Georgi Stoyanov   | 226         |

| #  | Nombre           | Goles |
| -- | ---------------- | ----- |
| 1  | Petko Petkov     | 144   |
| 2  | Petar Zhekov     | 101   |
| 3  | Jordan Mitev     | 68    |
| 4  | Vasil Dragolov   | 58    |
| 5  | Georgi Belchev   | 52    |
| 6  | Myumyun Kashmer  | 50    |
| 7  | Stoycho Mladenov | 42    |
| 8  | Georgi Stoyanov  | 39    |
| 9  | Radko Kalaidjiev | 37    |
| 10 | Iancho Dimitrov  | 34    |

| Año  | Nombre           | Goles |
| ---- | ---------------- | ----- |
| 1967 | Petar Zhekov     | 21    |
| 1968 | Petar Zhekov     | 31    |
| 1974 | Petko Petkov     | 19    |
| 1976 | Petko Petkov     | 18    |
| 1978 | Stoycho Mladenov | 21    |

## Palmarés

### Torneos nacionales
- Primera Liga de Bulgaria (1): 1986
- Copa de Bulgaria (2): 2010, 2013
  - Subcampeón de la Copa de Bulgaria en 1968, 1973, 1979, 1980
- Supercopa de Bulgaria (1): 2013

### Torneos internacionales
- Copa de los Balcanes (4): 1968, 1969, 1982, 1984

## Participación en competiciones europeas
| Temporada | Torneo                | Ronda            | Club                 | Marcador        | Global |  |  |
| --------- | --------------------- | ---------------- | -------------------- | --------------- | ------ |  |  |
| 1967-68   | Copa de los Balcanes  | Grupo A          | KS Vllaznia Shkodër  | 0:4, 2:0        | 2 – 4  |  |  |
| 1967-68   | Copa de los Balcanes  | Grupo A          | Gençlerbirliği S.K.  | 2:0, 1:0        | 3 – 0  |  |  |
| 1967-68   | Copa de los Balcanes  | Grupo A          | FC Farul Constanța   | 2:1, 2:1        | 4 – 2  |  |  |
| 1967-68   | Copa de los Balcanes  | Final            | Spartak Sofia        | 3:0, 3:4        | 6 – 4  |  |  |
| 1969      | Copa de los Balcanes  | Grupo B          | Pierikos             | 1:1, 1:0        | 2 – 1  |  |  |
| 1969      | Copa de los Balcanes  | Grupo B          | Ankaraspor           | 3:0, 2:2        | 5 – 2  |  |  |
| 1969      | Copa de los Balcanes  | Final            | KS Dinamo Tirana     | 0:1, 3:0 1      | 3 – 1  |  |  |
| 1970      | Copa de los Balcanes  | Grupo A          | Egaleo F.C.          | 2:0, 4:2        | 6 – 2  |  |  |
| 1970      | Copa de los Balcanes  | Grupo A          | Eskişehirspor        | 1:0, 1:3        | 2 – 3  |  |  |
| 1970      | Copa de los Balcanes  | Final            | FK Partizani         | 1:1, 0:3 1      | 1 – 4  |  |  |
| 1972-73   | UEFA Cup              | 1/32             | FK Austria Wien      | 7:0, 3:1        | 10 – 1 |  |  |
| 1972-73   | UEFA Cup              | 1/16             | Honvéd FC            | 3:0, 0:1        | 3 – 1  |  |  |
| 1972-73   | UEFA Cup              | 1/8              | OFK Beograd          | 0:0, 1:3        | 1 – 3  |  |  |
| 1973-74   | UEFA Cup Winners' Cup | 1/16             | CS Fola Esch         | 7:0, 4:1        | 11 – 1 |  |  |
| 1973-74   | UEFA Cup Winners' Cup | 1/8              | Athletic Club        | 3:0, 0:1        | 3 – 1  |  |  |
| 1973-74   | UEFA Cup Winners' Cup | 1/4 final        | 1. FC Magdeburg      | 0:2, 1:1        | 1 – 3  |  |  |
| 1979-80   | UEFA Cup Winners' Cup | 1/16             | Arka Gdynia          | 2:3, 2:0        | 4 – 3  |  |  |
| 1979-80   | UEFA Cup Winners' Cup | 1/8              | Juventus F.C.        | 1:0, 0:3 (t.e.) | 1 – 3  |  |  |
| 1980-81   | UEFA Cup              | 1/32             | Fenerbahçe S.K.      | 1:0, 2:1        | 3 – 1  |  |  |
| 1980-81   | UEFA Cup              | 1/16             | FK Radnički Niš      | 0:1, 1:2        | 1 – 3  |  |  |
| 1981-83   | Copa de los Balcanes  | Grupo A          | Galatasaray S.K.     | 2:1, 3:0 1      | 5 – 1  |  |  |
| 1981-83   | Copa de los Balcanes  | Grupo A          | Steaua de Bucarest   | 2:0, 2:3        | 4 – 3  |  |  |
| 1981-83   | Copa de los Balcanes  | Final            | KF Tirana            | 3:0, 3:1        | 6 – 1  |  |  |
| 1983-84   | Copa de los Balcanes  | Grupo A          | FC Argeș Pitești     | 2:4, 2:1        | 4 – 5  |  |  |
| 1983-84   | Copa de los Balcanes  | Grupo A          | Galatasaray S.K.     | 4:2, 1:0        | 5 – 2  |  |  |
| 1984-85   | Copa de los Balcanes  | 1/4              | FC Argeș Pitești     | 4:1, 0:4        | 4 – 5  |  |  |
| 1986-87   | UEFA European Cup     | 1/16             | Dynamo Kiev          | 1:1, 0:2        | 1 – 3  |  |  |
| 1992-93   | Copa de los Balcanes  | 1/4              | KS Teuta             | 0:1, 1:1 (t.e.) | 1 – 2  |  |  |
| 2010-11   | UEFA Europa League    | Clasificatoria 3 | SK Rapid Wien        | 1:1, 0:3        | 1 – 4  |  |  |
| 2013-14   | UEFA Europa League    | Clasificatoria 1 | Hapoel Tel Aviv F.C. | 1:4, 2:2        | 3 – 6  |  |  |
| 2015–16   | UEFA Europa League    | Clasificatoria 1 | Atlantas             | 3:1, 2:0        | 5 – 1  |  |  |
| 2015–16   | UEFA Europa League    | Clasificatoria 2 | Brøndby              | 0:1, 0:0        | 0 – 1  |  |  |
| 2016-17   | UEFA Europa League    | Clasificatoria 1 | Radnik               | 0:0, 2:0        | 2 – 0  |  |  |
| 2016-17   | UEFA Europa League    | Clasificatoria 2 | HJK                  | 1:1, 0:1        | 1 – 2  |  |  |

1 ganó por no presentación.
- Los campeones de la última edición del torneo aparecen en Negrita
- La Copa de los Balcanes de 1983-84 se decidió en fase de grupos.

### Récord europeo
| Torneo                                            | Apariciones | J  | G  | E  | P  | GF  | GC | GD   |
| ------------------------------------------------- | ----------- | -- | -- | -- | -- | --- | -- | ---- |
| UEFA Champions League / European Cup              | 1           | 2  | 0  | 1  | 1  | 1   | 3  | – 2  |
| UEFA Europa League / UEFA Cup                     | 6           | 22 | 8  | 6  | 8  | 30  | 22 | + 8  |
| UEFA Cup Winners' Cup / European Cup Winners' Cup | 2           | 10 | 5  | 1  | 4  | 20  | 11 | + 9  |
| Copa de los Balcanes                              | 7           | 34 | 21 | 4  | 9  | 54  | 42 | + 12 |
| Total                                             | 16          | 68 | 34 | 12 | 22 | 105 | 79 | + 26 |